# Friburgo (França)
Friburgo (em francês: Fribourg) é uma comuna francesa situada no departamento da Mosela, na região de Grande Leste. Em 2010 a comuna tinha 173 habitantes (densidade: 9,9 hab./km²).